# 矢野龍王
矢野 龍王（やの りゅうおう、1965年 -）は日本の推理作家、パズル作家。

## 略歴
東京都生まれ。埼玉県立川越高等学校を経て、早稲田大学理工学部工業経営学科卒業。本名同じ。
多方面に活躍するパラレルキャリアの先駆者。どの分野でもハイレベルな実績を残している。

### システムエンジニア
1989年、大学卒業とともに、株式会社東芝に入社。2002年、東芝の分社化に伴い、東芝ITソリューション株式会社（後に、東芝デジタルソリューションズ株式会社へ社名変更）に転籍。東芝グループ在職中の30年間は、オフショア開発のために中国（大連、瀋陽）への赴任を繰り返しながら、システムエンジニアとして従事した。
2019年3月、東芝デジタルソリューションズ株式会社を退職。退職の理由はリストラで、会社から「辞めなければ田舎にある東芝系列会社の工場に出向を命じる。３交代勤務の組み立て作業に従事させる。」と脅されたから。
2019年4月、ITエンジニアの人材派遣会社である株式会社リーディング・エッジ社（東証一部上場 株式会社クリーク・アンド・リバー社のグループ会社）に転職。同年8月にマネージャーへ昇進。
2020年、同社で技術部の部長に就任し、150名の組織を統率。
2021年、同社の中核事業である人材派遣事業全般を担うエンジニアキャリアキュレーション事業部の事業部長に就任。
2021年、株式会社マネジメントソリューションズに転職。ITコンサルタントとして従事する。

### 小説家
1997年、メフィスト賞応募作『別嬪七人』が、同賞の選考会（巻末編集者座談会）で「80点」「ある作家が気にしていて、是非読んでみたいといってました」「あれは何とかならないかなと今でも思ってる」と絶賛されながら受賞を逸する。以来しばらく、黒田研二とともにメフィスト賞座談会の常連組として誌面を賑わせた。当時の模様は「密室本 メフィスト巻末編集者座談会」として刊行されている。
2004年4月、『極限推理コロシアム』で第30回メフィスト賞を受賞し、デビューした。この作品は読売テレビでドラマ化され、出版の翌月に放映された（ドラマ版の詳細については極限推理コロシアム#テレビドラマ参照）。デスゲームをベースに本格ミステリーの要素を加えるという手法を確立した。
2007年、講談社ノベルス25周年記念イベント第20弾として、ドラマ「極限推理コロシアム」の上映会・サイン会が開催された。
2012年、清涼院流水が立ち上げた英語圏進出プロジェクト「The BBB」（Breakthrough Bandwagon Books）に参加。2013年1月には自ら英語で執筆した「Ryuoh's Mysterious Blog Vol.1 - the Loach」（龍王の不思議なブログ Vol.1 - 泥鰌）を英語圏向け電子書籍として発表した。

### パズル作家
1997年からペンシルパズル作家としてパズル通信ニコリを中心に活動。
オモロパズルのできるまでを通じて、様々なパズルを創案した。代表作は以下のとおり。
- 1999年 真珠の首飾り（その後、ましゅに改良されて広まる）
- 2000年 因子の部屋（賢くなるパズルかけ算として広まる）
- 2001年 漢字部品マット

なお、ニコリで誕生した約500のパズルのうち一本立ちを果たしたパズルは31タイトルしかなく（2020年時点）、ましゅ、因子の部屋、漢字部品マットはいずれもこれに含まれる。
他にも、カップラーメン調理器をテーマにしたパズル、小学1年生との親子合作クロスワードなど個性的な作品が多い。『パズルノベル16の謎』では『犯人が日本人』というパズル小説を発表した。
晩年はペンシルパズルからメカニカルパズルへ活動領域を広げる。
2021年、メカニカルパズル『BLACK』で、第2回パズルオーディション（主催：日本パズル協会）佳作を受賞。

### 教育者
自分の本を出版するのが子供の頃からの夢だった。小説で苦戦が続き、複数の難関国家資格を取得するのが実は夢への近道ではないかと思い至ったのが発端である。毎年の合格率がいずれも6～7%のネットワークスペシャリスト（1999年秋期）、プロジェクトマネージャ（2000年春期）、システム監査技術者（2000年秋期）に3期連続合格し、成就する。
2001年、執筆メンバーとして名を連ねた『情報処理はじめての午後II論文攻略ゼミ』が刊行される。以来、情報処理技術者試験関連の参考書、問題集を多数手がける（2020年時点で、延べ73冊）。
LEC東京リーガルマインドで情報処理技術者試験向けの教材も作成していた。
2022年、お笑いとPythonを融合した異色の技術書籍『よしもとプログラミング部と学ぶPython「超」入門教室』が刊行される。お笑いパートは吉本興業プログラミング部が担当し、自身はPythonパートのチームリーダーとして関わる。
システム監査技術者、プロジェクトマネージャ、テクニカルエンジニア（システム管理）、ネットワークスペシャリスト、データベーススペシャリスト、情報セキュリティスペシャリスト、情報セキュリティアドミニストレータ、第一種情報処理技術者などの情報処理技術者の資格を有している。他にも、通信系国家資格であるAI・DD総合種工事担任者、情報系ベンダー資格であるSAP認定コンサルタントやオラクルマスター、シスコ技術者認定など幅広く合格している。

### コンテストハンター
学生時代はアメリカ横断ウルトラクイズに憧れ、1988年に開催された第12回大会で後楽園予選を勝ち抜く。しかし成田空港でのジャンケンでアメリカ行きを阻まれる。持参していたおにぎりをクイズ開始直前に食べてしまい、敗者復活戦『備えあれば復活ありクイズ』で解答権を得られずに敗退する。
小説やパズルの創作活動で実績を上げた後、改めてコンテストに本格参戦。ジャンルを問わず、数々のコンテストで優勝している。以下は主な受賞歴（自身が目標に掲げている賞金3万円以上など）。
- 2008年 ミリオン家族「ミリオンパパ」トップ成績（主催：テレビ東京）　※100問連続正解で100万円を獲得できるクイズ。93問目で敗退する。
- 2008年 GTF AWARDS 2008 エコグランプリ受賞（主催：GTF実行委員会） - 賞品海外旅行　※シンガポール旅行を選択。
- 2009年 不景気川柳大賞 大賞受賞（主催：ギアプレス） - 賞金3万円
- 2010年 高知旅づくりコンテスト2009 高知に行きたいランキング賞受賞（主催：高知県観光コンベンション協会） - 賞金3万円
- 2017年 予測力アカデミア プレシーズン優勝（主催：ABCフロンティアホールディングス） - 賞金10万円　※1、2か月後に世の中で起こる出来事を予測するコンテスト。12問のうち7問で未来を正確に的中させて圧勝した。
- 2018年 グノシーQ クイズマイスター（主催：グノシー） - 賞金3万円
- 2022年 グリーンチャレンジフォトコンテスト 実行委員長特別賞受賞（主催：GTF実行委員会） - 賞品 脇屋友詞シェフ特製Wakiyaの特製おせち2023（7万8千円相当）
- 2023年 まちなかネグロスフォトコンテスト 社長特別賞受賞（主催：ネグロス電工） - 賞品Yogibo Midi（3万円相当）
- 2024年 新一万円札発行カウントダウンプロジェクト事業提案コース 優秀賞受賞（主催：東京都北区） - 商品券5万円
- 2024年 新一万円札発行カウントダウンプロジェクトひらめきコース ベストアイデア賞受賞（主催：東京都北区） - 商品券3万円

## 人物
VALUENEX（東証マザーズ上場）の創業社長である中村達生は、高校及び大学の同級生（大学は学部学科まで同じ）。
趣味は株式投資。株主優待を中心に100以上の銘柄に投資している。マネーの達人主催の「第2回100万円投資バトル」で投資評論家達を相手に準優勝している。 さくらインターネット、NVIDIA、丸千代山岡家など複数銘柄でテンバガー達成。
世界遺産が好きで、一般旅行業務取扱主任者の有資格者。
国家資格コレクター。企業内サークルである資格部に所属。同サークル在籍中に取得した主な資格として、甲種危険物取扱者、ダイオキシン類関係公害防止管理者、伝送交換主任技術者。

## 作品一覧

### 小説 単行本
- 極限推理コロシアム （2004年4月 講談社ノベルス / 2008年10月 講談社文庫）
- 時限絶命マンション （2005年4月 講談社ノベルス）
- 箱の中の天国と地獄 （2006年10月 講談社ノベルス / 2012年12月 講談社文庫）
- 左90度に黒の三角 （2007年11月 講談社ノベルス）
- 織姫パズルブレイク （2009年3月 講談社）

### 小説 単行本未収録作品
- 犯人が日本人（『パズルノベル16の謎』2003年7月 ニコリ 収録）
- 三猿ゲーム （『ミステリ魂。校歌斉唱！メフィスト学園』 2010年3月 講談社ノベルス 収録）

### 小説 電子書籍
- Ryuoh's Mysterious Blog Vol.1 - the Loach （龍王の不思議なブログ Vol.1 - 泥鰌）（2013年1月、The BBB） - 英語作品
- Ryuoh's Mysterious Blog Vol.2 - Hepatitis （龍王の不思議なブログ Vol.2 - 肝炎）（2013年6月、The BBB） - 英語作品

### 技術書
- 情報処理はじめての午後II論文攻略ゼミ （2001年 経林書房）以下全て共著
- ソフトウェア開発技術者試験パーフェクトラーニング過去問題集 （2001年 - 2008年 技術評論社）
- アプリケーションエンジニア午後I徹底演習 （2002年 リックテレコム）
- アプリケーションエンジニア合格論文集 （2002年 - 2006年 リックテレコム）
- 最短合格問題集情報セキュリティアドミニストレータ （2002年 - 2004年 リックテレコム）
- 初級シスアドパーフェクトラーニング過去問題集 （2002年 - 2008年 技術評論社）
- ソフトウェア開発技術者午後I・II徹底演習 （2002年 リックテレコム）
- 3週間完全マスター情報セキュリティアドミニストレータ （2003年 - 2008年 日経BP社）
- プロジェクトマネージャ合格論文集 （2004年 - 2007年 リックテレコム）
- 情報処理教科書ITパスポート （2008年 - 2014年 翔泳社）
- 応用情報技術者パーフェクトラーニング対策問題集 （2008年 - 2009年 技術評論社）
- 応用情報技術者パーフェクトラーニング過去問題集 （2010年 -  技術評論社）
- よしもとプログラミング部と学ぶPython「超」入門教室 （2022年 SBクリエイティブ）